# Estación José Cândido da Silveira
La Estación José Candido da Silveira es una terminal de transporte colectivo de Belo Horizonte, localizada en la Calle Gustavo da Silveira, en el barrio Santa Inês. Diariamente, 5.000 personas utilizan la Estación. Además de estación, también sirve de terminal provisional para líneas que parten de Belo Horizonte a Espirito Santo, Bahía y el Norte Fluminense.

## Metro
La Estación es la única que opera solamente en el horario de funcionamiento del Metro, entre 05h15 y 23h00.

## Líneas Municipales (BH Trans) Integradas
- 3501A Jardim Alvorada / São Marcos (Solamente domingos y feriados)
- 5503A Goiânia A (Solamente domingos y feriados)
- 821 Estación José Candido / Goiânia
- 822 Estación José Candido / Vila Maria
- 823 Vitória / Estación São Gabriel / Estación José Candido (Horario especial)
- 9550 Casa Branca / São Francisco vía Estación José Candido
- 9850 Estación José Cândido da Silveira/Estación São Gabriel (MOVE)